# Лотенбакзель
Лотенбакзель (фр. Lautenbachzell) — коммуна на северо-востоке Франции в регионе Гранд-Эст (бывший Эльзас — Шампань — Арденны — Лотарингия), департамент Верхний Рейн, округ Тан — Гебвиллер, кантон Гебвиллер. До марта 2015 года коммуна в составе кантона Гебвиллер административно входила в состав округа Гебвиллер.
Площадь коммуны — 23,14 км², население — 1033 человека (2006) с тенденцией к стабилизации: 974 человека (2012), плотность населения — 42,1 чел/км².

## Население
Численность населения коммуны в 2011 году составляла 973 человека, а в 2012 году — 974 человека.
| 1962 | 1968 | 1975 | 1982 | 1990 | 1999 | 2004 | 2006 | 2009 | 2011 | 2012 |
| ---- | ---- | ---- | ---- | ---- | ---- | ---- | ---- | ---- | ---- | ---- |
| 997  | 977  | 935  | 861  | 912  | 935  | 1002 | 1033 | 985  | 973  | 974  |

Динамика населения:

## Экономика
В 2010 году из 647 человек трудоспособного возраста (от 15 до 64 лет) 478 были экономически активными, 169 — неактивными (показатель активности 73,9 %, в 1999 году — 74,3 %). Из 478 активных трудоспособных жителей работали 442 человека (238 мужчин и 204 женщины), 36 числились безработными (19 мужчин и 17 женщин). Среди 169 трудоспособных неактивных граждан 58 были учениками либо студентами, 66 — пенсионерами, а ещё 45 — были неактивны в силу других причин.
На протяжении 2011 года в коммуне числилось 408 облагаемых налогом домохозяйств, в которых проживало 968 человек. При этом медиана доходов составила 21725 евро на одного налогоплательщика.

## Достопримечательности (фотогалерея)

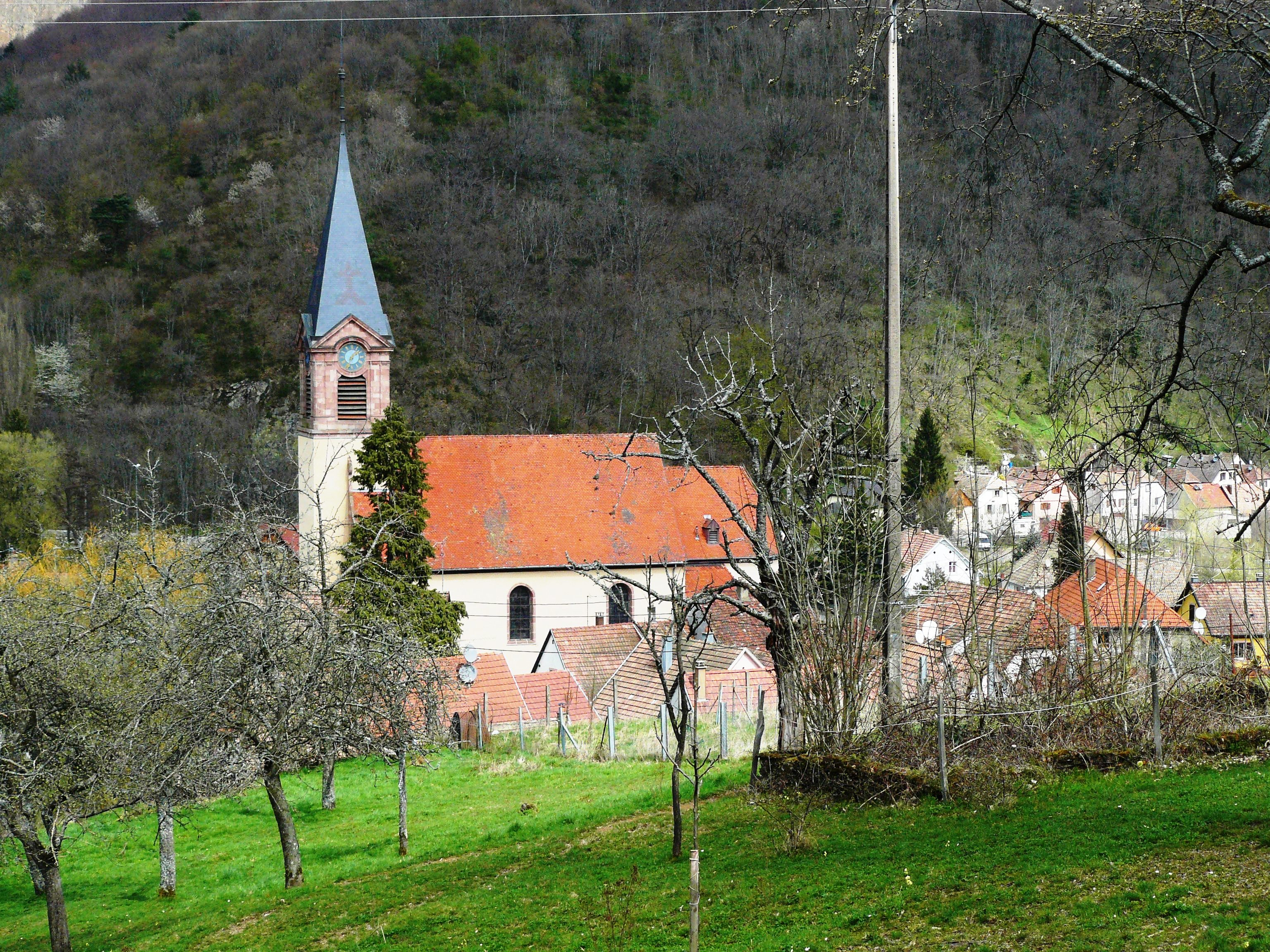
Церковь Святых Петра и Павла
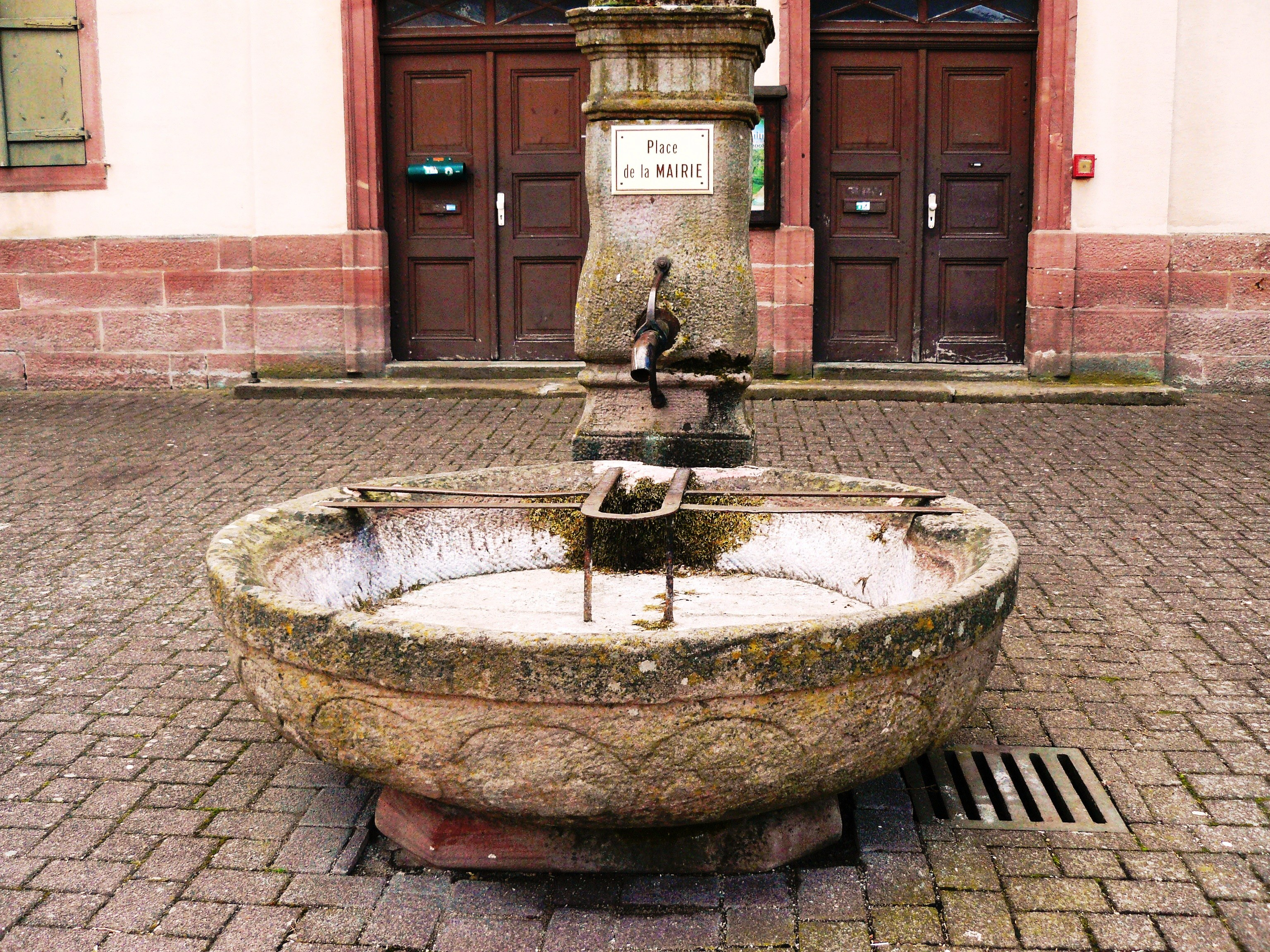
Фонтан
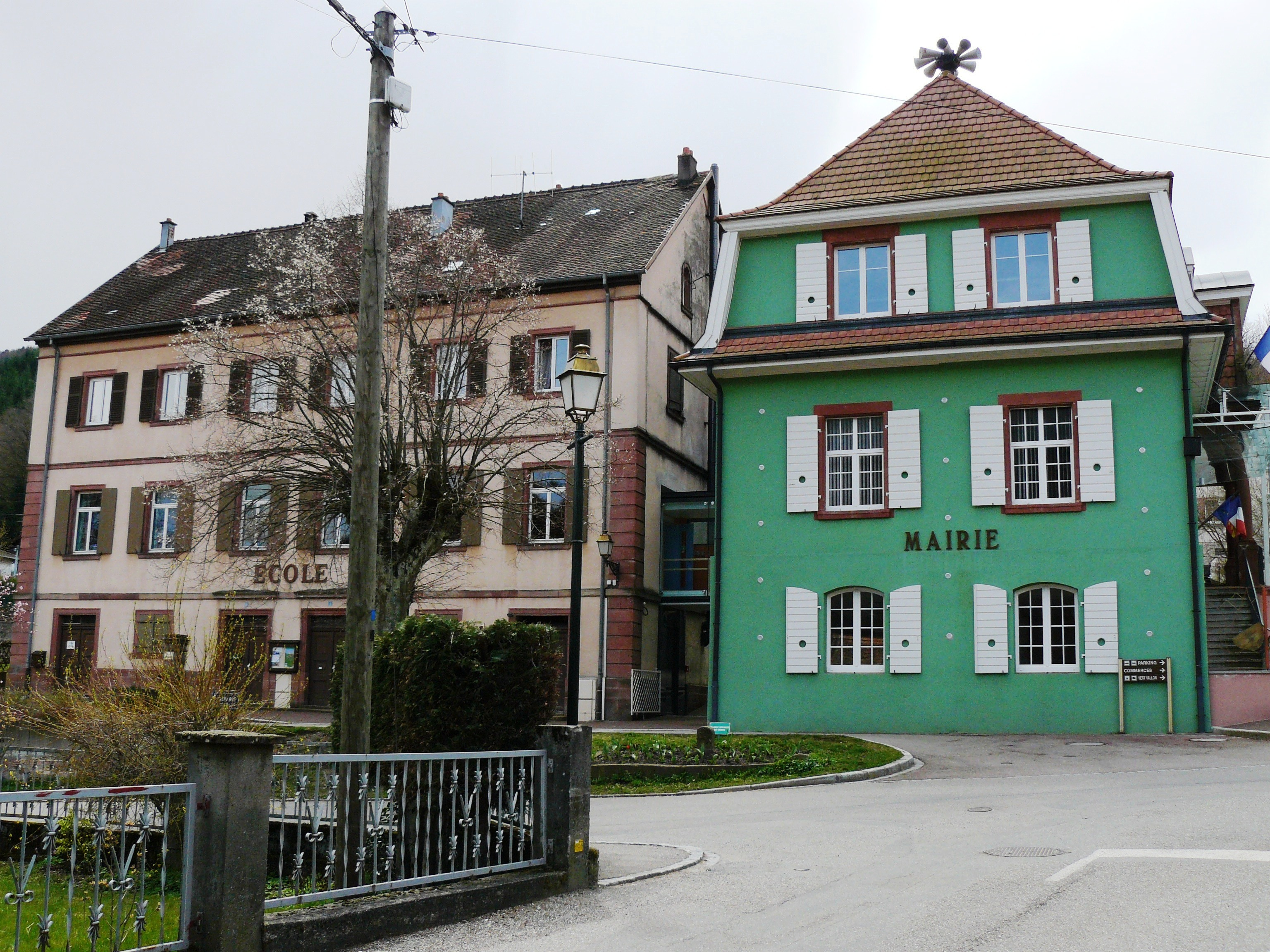
Здание мэрии